# Педру II (Португалия)
Педру II (порт. Pedro II; 26 април 1648 – 9 декември 1706) – регент през 1668—1683 година, след това крал на Португалия от 1683 година. Четвърти син на краля на Португалия, Жуау IV и Луиза де Гусман.

## Управление
През 1668 година Педру е назначен за регент на своя слабоват и болен голям брат Афонсу VI. След неговата смърт през в 1683 година става крал.
През февруари 1668 година той завършва с изгоден мир двадесет и седем годишната война с Испания. Последната признава независимостта на Португалия.
През 1669 година Холандия признава Бразилия за португалска колония. Скоро там са открити Хераезските златни мини, донесли на Педру огромни богатства. В последващите години Педру постепенно укрепва своята власт и все по-рядко свиква Кортесите.

### Бракове
Първи брак:През 1668 година се жени за Мария Франциска Савойска-Немюрска (1646—1683), съпруга на брат му, с която Афонсу се развежда през 1666 година. Имат дъщеря:
1. Изабела (1669—1690).

Втори брак: Педру се жени през 1687 година за Мария София Нойбургска (1666—1699), дъщеря на курфюрст Филип Вилхелм фон Пфалц и втората му съпруга Елизабет Амалия фон Хесен-Дармщат.
Имат 7 деца:
- Жуау (1688), принц на Бразилия;
- Жуау (1689—1750), бъдещият крал на Португалия Жуау V;
- Франсишку (1691—1742), херцог Бежа, конетабъл на Португалия, Велик приор на Крато, приор на рицарите на Малта;
- Антониу (1696—1757);
- Тереза (1696-1704);
- Мануел (1697—1766), граф Оурен, кандидат за полския престол през 1733 г.;
- Франсишка Жозефа (1699—1736), неомъжена.

## Наследник
Наследен от най-големия си син от втория брак – Жуау V.